# Mártires
Mártires é uma parte da cidade e antiga freguesia portuguesa do município de Lisboa, com 0,10 km² de área e 372 habitantes (2011). Densidade: 3 720 hab/km².
Ocupando cerca de metade da zona do Chiado, era a 6.ª freguesia mais pequena de Lisboa (e de Portugal) e seria, provavelmente, a mais densa de cultura por metro quadrado. Foi nesta freguesia que nasceu o poeta e escritor Fernando Pessoa.
Como consequência de uma reorganização administrativa, oficializada a 8 de novembro de 2012 e que entrou em vigor após as eleições autárquicas de 2013, foi determinada a extinção da freguesia, passando o seu território a integrar a nova freguesia de Santa Maria Maior.

## População
★ No censo de 1864 pertencia ao Bairro do Rossio. Os seus limites foram fixados pelo decreto-lei nº 42.142, de 07/02/1959
Grupos etários em 2001 e 2011			
| Nº de habitantes | Nº de habitantes | Nº de habitantes | Nº de habitantes | Nº de habitantes | Nº de habitantes | Nº de habitantes | Nº de habitantes | Nº de habitantes | Nº de habitantes | Nº de habitantes | Nº de habitantes | Nº de habitantes | Nº de habitantes | Nº de habitantes | Nº de habitantes |
| ---------------- | ---------------- | ---------------- | ---------------- | ---------------- | ---------------- | ---------------- | ---------------- | ---------------- | ---------------- | ---------------- | ---------------- | ---------------- | ---------------- | ---------------- | ---------------- |
| 1864             | 1878             | 1890             | 1900             | 1911             | 1920             | 1930             | 1940             | 1950             | 1960             | 1970             | 1981             | 1991             | 2001             | 2011             |                  |
| 3033             | 3006             | 3131             | 3088             | 2578             | 2585             | 2526             | 2952             | 2438             | 1353             | 754              | 683              | 401              | 341              | 372              |                  |
|                  | -1%              | +4%              | -1%              | -17%             | +0%              | -2%              | +17%             | -17%             | -45%             | -44%             | -9%              | -41%             | -15%             | +9%              |                  |

|     | 0-14 anos | 15-24 anos | 25-64 anos | 65 e + anos |
| Hab | 33 \| 36  | 48 \| 30   | 180 \| 234 | 80 \| 72    |
| Var | +9%       | -38%       | +30%       | -10%        |

## Património
- Teatro Nacional de São Carlos (1793)
- Basílica de Nossa Senhora dos Mártires (século XVIII), da autoria do arquitecto Reynaldo dos Santos.
- Convento de São Francisco da Cidade (actual Faculdade de Belas Artes de Lisboa).
- Convento da Boa Hora, onde foi instalado o Tribunal (nos finais do século XIX).
- Edifício na Rua Garret, onde se encontra instalada a Casa Gardénia
- Estátua de Fernando Pessoa no Largo do Chiado, da autoria de Lagoa Henriques

## Arruamentos
A freguesia dos Mártires continha 24 arruamentos. Eram eles:
| - Calçada de São Francisco - Calçada do Ferragial - Calçada Nova de São Francisco - Largo da Academia Nacional de Belas Artes - Largo da Boa-Hora - Largo de São Carlos - Largo de São Julião - Largo do Chiado - Largo do Picadeiro - Praça do Município - Rua Anchieta - Rua António Maria Cardoso | - Rua Capelo - Rua do Arsenal - Rua dos Duques de Bragança - Rua Garrett - Rua Ivens - Rua Nova do Almada - Rua Paiva de Andrada - Rua Serpa Pinto - Rua Vítor Cordon - Travessa do Cotovelo - Travessa do Ferragial - Travessa dos Teatros |

Existe ainda um outro arruamento reconhecido pela Câmara, mas não gerido directamente por esta:
- Pátio da Encarnação (Largo do Chiado, 15)